# Otmíče
Otmíče (en allemand : Wotmitz) est une commune du district de Beroun, dans la région de Bohême-Centrale, en République tchèque. Sa population s'élevait à 176 habitants en 2020.

## Géographie
Otmíče se trouve à 5 km à l'ouest de Žebrák, à 15 km au sud-ouest de Beroun et à 42 km au sud-ouest de Prague.
La commune est limitée par Stašov au nord-est, par Libomyšl à l'est, par Lochovice au sud-est, et par Praskolesy au sud-ouest, à l'ouest et au nord.

## Histoire
La première mention écrite de la localité date de 1227.